# ضربان قلب (فیلم ۲۰۱۸)
ضربان قلب (به هندی: Dhadak) یا تپش قلب فیلمی محصول سال ۲۰۱۸ و به کارگردانی ششانک کیتان است. در این فیلم بازیگرانی همچون ایشان خاطر، جانوی کاپور، اشوتوش رانا، آدیتیا کومار ایفای نقش کرده‌اند.